# Jochen Dieter Range

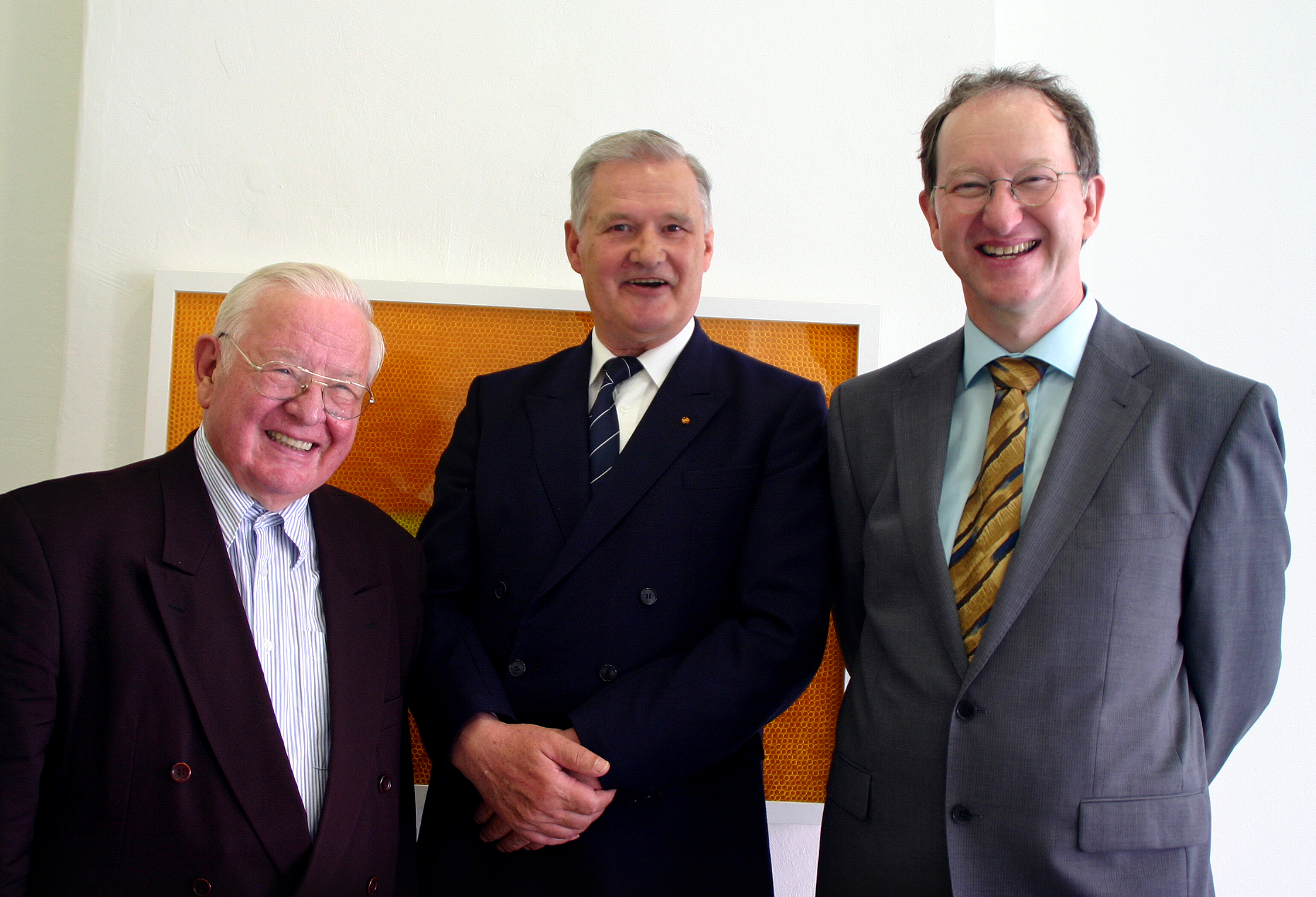
Drei Generationen von Baltisten. Von links nach rechts: Rainer Eckert, Jochen D. Range und Stephan Kessler während der Jubiläumsfeier „20 Jahre Baltistik in Greifswald“ im Jahre 2013

Jochen Dieter Range (* 3. Mai 1941 in Berlin; † 21. Juni 2025 in Greifswald) war ein deutscher Baltist und Hochschullehrer.

## Leben
Nach der Promotion zum Dr. phil. in Münster 1987 und Habilitation an der Universität Münster 1992 war er von 1997 bis 2006 Professor für Baltistik in Greifswald. Zudem war er Direktor des Instituts für Baltistik an der Ernst-Moritz-Arndt-Universität Greifswald sowie von 2002 bis 2005 Vorstandsvorsitzender des Nordostdeutschen Kulturwerks und Direktor des Instituts NOKW.

## Schriften
- zusammen mit  Reinhold Olesch (Herausgeber), Hans Rothe (Herausgeber): Litauische Bibeln / Bausteine zur Bretke-Forschung: Kommentarband zur Bretke-Edition (NT) (Biblia Slavica VI: Supplementum: Biblia Lithuanica), Brill/Schöningh 1992, ISBN 978-3506716828
- zusammen mit Friedrich Scholz (Herausgeber), Friedemann Kluge (Herausgeber), Jochen Dieter Range (Herausgeber): Die Bibel, litauisch übersetzt von Johann Bretke, litauischer Pastor zu Königsberg: Faksimile der Handschrift, Band 1, Königsberg i. Pr. 1590. Die ... Slavica VI: Supplementum: Biblia Lithuanica), Brill/Schöningh 1996, ISBN 978-3506716729
- von Friedrich Scholz (Herausgeber), Jochen Dieter Range (Herausgeber): Bibel litauisch übersetzt von Johann Bretke, litauischer Pastor zu Königsberg: Faksimile der Handschrift, Band 2 und 3, Königsberg i. Pr. 1590. Die ... Slavica VI: Supplementum: Biblia Lithuanica), Brill/Schöningh 2002, ISBN 978-3506716743
- Das Neue Testament: Evangelien und Apostelgeschichte. Labiau 1580 (Biblia Slavica VI: Litauische Bibeln) (Biblia Slavica VI: Supplementum: Biblia Lithuanica), Schöningh Paderborn 2017, ISBN 978-3506784261